# Сенкевич Олександр Антонович
Олександр Антонович Сенкевич (1 лютого 1884, село Миколаївщина Мінської губернії, тепер Стовбцівського району, Мінської області, Республіка Білорусь — розстріляний 29 червня 1938, місто Мінськ, тепер Республіка Білорусь) — білоруський радянський діяч, член Секретаріату ЦК КП(б) Білорусії, народний комісар охорони здоров'я Білоруської СРР, доцент (1926). Кандидат у члени Бюро ЦК КП(б) Білорусії з 11 вересня 1928 до 8 вересня 1929 року. Член Бюро ЦК КП(б) Білорусії з 8 вересня 1929 до 26 січня 1931 року. Член ЦВК Білоруської РСР у 1921—1922 та 1927—1931 роках.

## Життєпис
Народився в селянській родині. У 1902 році закінчив Несвізьку учительську семінарію Мінської губернії.
З 1902 до 1906 року працював вчителем Стародорозької та Миколаївщинської шкіл Мінської губернії.
Учасник аграрного революційного руху 1905—1906 років у Білорусі. Один з організаторів нелегального вчительського з'їзду 9 липня 1906 року в Мінській губернії, на якому виступив з доповіддю про політичну ситуацію в країні та роль вчителів у суспільному розвитку. З'їзд був розігнаний поліцією, а за участь у ньому було звільнено 13 вчителів, зокрема Сенкевича.
З 1906 до 1917 року перебував в еміграції (Сполучені Штати Америки). Спершу працював на металургійних, деревообробних та швейних підприємствах. Долучився до революційної діяльності російських, білоруських та польських робітників-емігрантів. З 1908 року був членом російського відділення Американської соціалістичної партії. У 1913 році вступив до «Товариства промислових робітників світу». Активно друкувався в російській революційній пресі.
У 1913 році закінчив медичний факультет Балтиморського університету в США, займався лікарською практикою.
Влітку 1917 року переїхав на Далекий Схід Росії.
З 1917 року — голова Івановської лікарської дільниці Нікольсько-Уссурійського повіту Приморської області; член Приморської земської управи.
З 1918 року брав участь у радянському партизанському русі на Далекому Сході, організовував медичну службу в радянських загонах.
Член РКП(б) з 1919 року.
З червня 1919 року — член виконавчого комітету та завідувач Приморського обласного відділу охорони здоров'я.
З кінця 1919 року — керівник медичної служби Далекосхідного радянського партизанського полку. Деякий час очолював військово-революційну слідчу комісію.
Потім працював заступником міністра освіти Далеко-Східної Республіки; комісаром землеробства Приморської області.
У 1921—1923 роках — народний комісар охорони здоров'я Білоруської СРР.
У 1923—1924 роках — редактор журналу «Полымя».
У 1923—1926 роках — завідувач Білоруського сектору Комуністичного університету національних меншин Заходу.
З 1926 року працював доцентом у Білоруському державному університеті.
З 1928 року — ректор Комуністичного університету Білорусії імені Леніна в Мінську.
У 1928—1929 роках — завідувач відділу друку ЦК КП(б) Білорусії.
8 вересня 1929 — 1930 року — завідувач агітаційно-пропагандистського відділу ЦК КП(б) Білорусії.
8 вересня 1929 — 26 січня 1931 року — член Секретаріату ЦК КП(б) Білорусії.
До 5 листопада 1930 року — завідувач відділу культури та пропаганди ЦК КП(б) Білорусії.
У 1931—1932 роках — в Інституті літератури та мистецтва Академії наук Білоруської РСР.
У 1932—1933 роках — директор Інституту гігієни та санітарії Народного комісаріату охорони здоров'я РРФСР.
У 1933—1935 роках — завідувач сектору Міжнародної ленінської школи в Москві.
З 1935 до січня 1938 року — начальник відділу підготовки кадрів Всесоюзного радіокомітету при РНК СРСР.
10 січня 1938 року заарештований органами НКВС. 29 червня 1938 року засуджений до страти, розстріляний того ж дня в Мінську.
Посмертно реабілітований Військовою колегією Верховного Суду СРСР 6 жовтня 1956 року.

## Основні праці
Автор низки статей та брошури з національного питання (1920-ті роки), публіцист.
- Спогади про революцію 1905—1906 років // Полум'я. 1923. № 3;
- Аграрний рух на Мінщині в 1905—1906 роках // Наша земля. 1925. № 1;
- Класова боротьба в білоруській літературі // Більшовик Білорусі. 1930. № 8/9;
- За ленінську лінію в національній політиці. Міннесота, 1931;
- Подорож Василя. Міннесота, 1932.